# 李長才
李 長才（り ちょうさい、1949年1月 - ）は、中国人民解放軍の軍人。2013年8月現在、蘭州軍区政治委員を務める。階級は上将である。中国共産党の党員であり、党全国大会第17期中央委員には選出されたが、現任の全国大会第18期中央委員には選出されなかった。

## 来歴
1949年1月生まれ。籍貫は安徽省合肥県である。1969年12月人民解放軍に入隊。南京軍区政治部幹部部幹事、同幹部部副部長、第12集団軍第34師団政治委員、同集団軍第36師団政治委員、同集団軍副政治委員を歴任する。2000年9月、第31集団軍政治委員となる。2005年7月南京軍区政治部主任となる。2006年12月南京軍区副政治委員、2007年9月蘭州軍区政治委員となる。2006年7月に中将に、2011年7月23日上将に昇格する。2007年11月、党第17期全国代表大会中央委員会中央委員に選出されたが、次の第18期中央委員には選出されなかった。
2013年2月、解放軍代表として第12期全国人民代表大会代表に選出された。